# Метлино (Челябінська область)
Метлино (рос. Метлино) — селище, підпорядковане місту Озерську Челябінської області Російської Федерації.
Населення становить 3694 особи (2010).

## Історія
Згідно із законом від 26 серпня 2004 року органом місцевого самоврядування є Озерський міський округ.

## Населення
| 2010 |
| ---- |
| 3694 |

У 70% місцевих жителів є проблеми зі здоров'ям, пов'язані з опроміненням радіацією.